# Edward Honkisz
Edward Honkisz (ur. 15 września 1897 w Oświęcimiu, zm. 30 kwietnia 1940 w Katyniu) – chorąży Wojska Polskiego, działacz niepodległościowy, kawaler Orderu Virtuti Militari.

## Życiorys
Urodził się 15 września 1897 w Oświęcimiu, w ówczesnym powiecie bialskim Królestwa Galicji i Lodomerii, w rodzinie Jana i Stanisławy z Jankowskich. Ukończył dwie klasy szkoły wydziałowej w Krakowie, po czym wystąpił ze szkoły i zajął się prowadzeniem własnego sklepu kolonialnego.
15 sierpnia 1914 wstąpił do Legionów Polskich i został przydzielony do 11. kompanii 2 pułku piechoty. W styczniu 1915 w bitwie pod Kirlibabą został ranny w lewe biodro. W 1917 był wymieniony jako starszy szeregowiec w spisie oficerów, podoficerów i żołnierzy skierowanych na 2. Kurs Wyszkolenia. 
W ramach osadnictwa wojskowego otrzymał ziemię w osadzie Drohobyl, w gminie Stołowicze. W 1923 ponownie wstąpił do Wojska Polskiego i został przydzielony do 78 pułku piechoty w Baranowiczach. Uzupełnił wykształcenie do siedmiu klas szkoły powszechnej. W 1934, w stopniu starszego sierżanta, był szefem 1 kompanii 78 pp. Później został awansowany na chorążego.
W czasie kampanii wrześniowej 1939 dostał się do sowieckiej niewoli. Przebywał w obozie w Kozielsku. 28 kwietnia 1940 został przekazany do dyspozycji naczelnika Zarządu NKWD Obwodu Smoleńskiego. 30 kwietnia 1940 zamordowany w Katyniu i tam pogrzebany. Od 28 lipca 2000 spoczywa na Polskim Cmentarzu Wojennym w Katyniu.
Postanowieniem nr 112-49-07 Prezydenta RP Lecha Kaczyńskiego z 5 października 2007 został pośmiertnie mianowany na stopień podporucznika. Awans został ogłoszony 10 listopada 2007, w Warszawie, w trakcie uroczystości „Katyń Pamiętamy – Uczcijmy Pamięć Bohaterów”.
Był wdowcem, miał syna Edwarda (ur. 9 czerwca 1925).

## Ordery i odznaczenia
- Krzyż Srebrny Orderu Wojskowego Virtuti Militari nr 7329 – 17 maja 1922[12][1]
- Krzyż Niepodległości – 16 września 1931 „za pracę w dziele odzyskania niepodległości”[13][14][15][16]
- Krzyż Zasługi[2][17]
- Medal Pamiątkowy za Wojnę 1918–1921[18]
- Medal Dziesięciolecia Odzyskanej Niepodległości[18]
- Medal Zwycięstwa[18]